# Jonatan Benedetti
Jonatan Nahuel Benedetti (Mar del Plata, 26 maggio 1997) è un calciatore argentino, attaccante svincolato.

## Caratteristiche tecniche
È un centravanti.

## Carriera
Cresciuto nelle giovanili dell'Aldosivi, ha esordito in prima squadra il 7 maggio 2017 in occasione del match di campionato perso 3-0 contro l'Huracán.

## Statistiche

### Presenze e reti nei club
Statistiche aggiornate al 18 maggio 2018.
| Stagione        | Squadra         | Campionato      | Campionato | Campionato | Coppe nazionali | Coppe nazionali | Coppe nazionali | Coppe continentali | Coppe continentali | Coppe continentali | Altre coppe | Altre coppe | Altre coppe | Totale | Totale | Totale |
| Stagione        | Squadra         | Comp            | Pres       | Reti       | Comp            | Pres            | Reti            | Comp               | Pres               | Reti               | Comp        | Pres        | Reti        | Pres   | Reti   |        |
| --------------- | --------------- | --------------- | ---------- | ---------- | --------------- | --------------- | --------------- | ------------------ | ------------------ | ------------------ | ----------- | ----------- | ----------- | ------ | ------ | ------ |
| 2016-2017       | Aldosivi        | PD              | 5          | 0          | CA              | 1               | 0               |                    | -                  | -                  |             | -           | -           | 6      | 0      |        |
| 2017-gen. 2018  | Aldosivi        | BN              | 1          | 0          | CA              | 0               | 0               |                    | -                  | -                  |             | -           | -           | 1      | 0      |        |
| gen.-giu. 2018  | San Telmo       | BM              | 17         | 5          | CA              | 0               | 0               |                    | -                  | -                  |             | -           | -           | 17     | 5      |        |
| Totale carriera | Totale carriera | Totale carriera | 23         | 5          |                 | 1               | 0               |                    | 0                  | 0                  |             | -           | -           | 24     | 5      |        |